# Ósmy obcy pasażer
Ósmy obcy pasażer – ósmy studyjny album polskiej grupy muzycznej Ich Troje, wydany 13 grudnia 2008. Aranżację albumu powierzono Jackowi Łągwie. W nagraniu udział wzięli: Michał Wiśniewski, Jacek Łągwa i Anna Wiśniewska.
Piosenką promującą album jest Play In Team.
Nagrania dotarły do 42. miejsca zestawienia OLiS.

## Lista utworów
Płyta została wydana w dwóch wersjach; jedna do kupienia w kioskach Ruchu, na której znalazły się takie utwory jak:
1. AA (M: Jacek Łągwa)
2. Alleluja (M: Matthias Reim / S: Michał Wiśniewski)
3. Kawa na ławę (M: Jacek Łągwa / S: Jacek Łągwa)
4. Gra pozorów (M: Harald Reitinger / Uli Fisher / S: Anna Wiśniewska)
5. Zapomnij mnie (M: Jacek Łągwa / S: Michał Wiśniewski)
6. Zatrzymaj czas(M: Jacek Łągwa / S: Michał Wiśniewski)
7. To się stało (M: Peter Plate / S: Michał Wiśniewski)
8. Nie mów mi (M: Jacek Łągwa / S: Jacek Łągwa)
9. Zobacz, że ja (M: Harald Reitinger / S: Anna Wiśniewska)
10. Idiota (M: Hans Joachim Horn Bernges & Alexander Reim / S: Michał Wiśniewski, Anna Wiśniewska)
11. Szerokości (M: Jacek Łągwa / S: Katarzyna Klich)
12. Wchodzę za wszystko (M: Jacek Łągwa / S: Michał Wiśniewski)
13. Zawsze naprzód - nigdy wstecz(M: Axel Ermes, Peter Heppner & Markus Reinhardt / S: Michał Wiśniewski)
14. Jutro będzie lepszy dzień (M: Salvatore Cotugno, Pasquale Losito & Vito Pallavivini / S: Andrzej Wawrzyniak & Michał Wiśniewski)
15. Play in team (M: Alexs White / S: Alexs White)

Druga wersja (wydawana razem z EMI MUSIC) była do kupienia w sklepach muzycznych, dodatkowo znalazły się na niej takie utwory jak:
1. Jeanny Part IV (M: Bolland & Bolland / S: Bolland & Boland & Michał Wiśniewski)
2. Jestem piękny (pierwotnie grany z zespołem Red Head)(M: Andreas Frege & Funny Van Dannen / S: Michał Wiśniewski)
3. Play in team (rock mix) (M: Alexs White / S: Alexs White)
4. Play in team (club mix) (M: Alexs White / S: Alexs White)

## Koncert pt.: "10 lat Ich Troje, ... a niech gadają!"
Na płycie DVD znajduje się pełny zapis koncertu zespołu w Kielcach 2007, w jakości High Definition i Dolby Surround.